# Hadrien Feraud

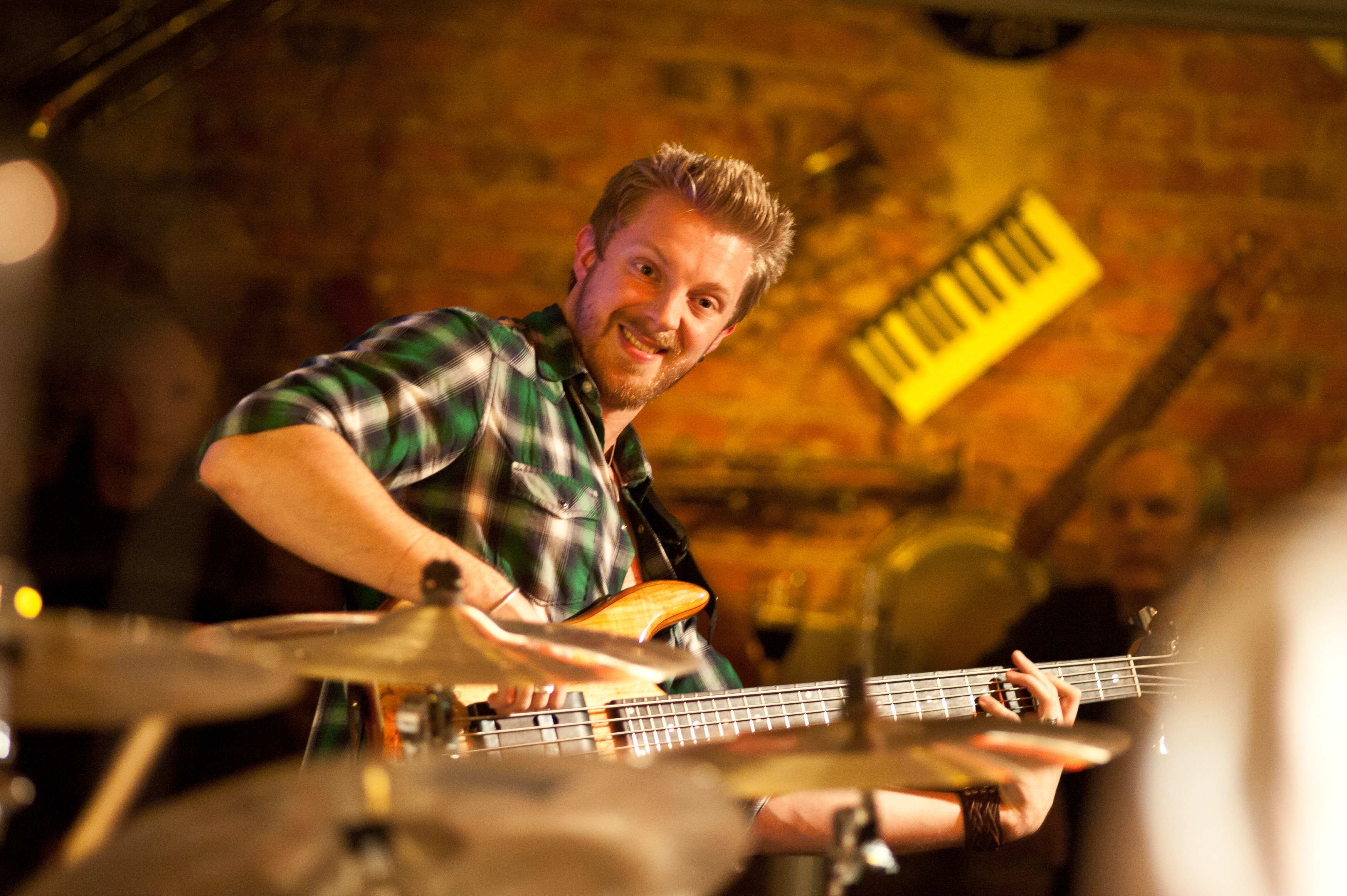
Hadrien Feraud, Jazz Club Minden 2012

Hadrien Feraud (* 16. August 1984 in Paris) ist ein französischer Jazz-Bassist.

## Biografie
Feraud wurde in eine Familie hineingeboren, in der Musik stets eine große Rolle spielte. Seine Eltern, beide professionelle Musiker, machten ihn bereits früh mit Musik verschiedener Genres vertraut. Hierzu gehörten Rock ’n’ Roll, Blues, Funk, New Wave und Jazz. Als Kind wollte Feraud eigentlich Schauspieler werden. Ferner zeigte er als Kind ein großes Interesse an Filmmusik; er hörte stundenlang Filmmusik.
Im Alter von 8 Jahren erhielt Hadrien Feraud Gitarren-Unterricht von seinem Vater. Als Zehnjähriger begann er die Bass-Lines aus den Songs von diversen Bands und Künstlern herauszuhören und nachzuspielen. Jedoch verlagerte sich sein Interesse zunächst von der Gitarre auf das Schlagzeug. Die entscheidende Wende kam, als er im Alter von 12 Jahren Jaco Pastorius’ Album The Birthday Concert als Geschenk von seinem Vater erhielt und hörte. Von Pastorius fasziniert, begann Feraud ein intensives Studium des E-Basses und analysierte daraufhin die Techniken namhafter Bassisten.
2001 spielte er mit Biréli Lagrène (Gitarre), Sylvain Luc (Gitarre) und Franck Agulhon (Schlagzeug) beim „Basse Contre Basse“-Gedächtniskonzert, in Erinnerung an den Kontrabassisten François Jenny-Clark. Dort erregte er erstmals größere Publikumsaufmerksamkeit. 2002 gründete Feraud seine eigene Formation, das Jazz-Trio Le Cartel. Lagrène gilt als Ferauds Entdecker. Er erkannte sein Talent, förderte ihn und lud Feraud mit seiner Formation Le Cartel zu Konzerten ein, so im Jahr 2002 zu einem Konzert im Hotel Trianon Palace in Versailles.
Ende 2004 begann Hadrien Feraud mit der Arbeit an seinem ersten Solo-Projekt. Parallel dazu spielte er regelmäßig in Clubs und Jam-Sessions der Pariser Club-Szene. Im Jahr 2005 lud John McLaughlin Hadrien Feraud ein, den Bass-Part für zwei Songs (For Jaco, Senor CS) auf seinem Album Industrial Zen einzuspielen. Die Mitwirkung an diesem Album war von entscheidender Bedeutung für Hadrien Ferauds weitere Karriere.
Im Jahr 2006 erschien sein Debüt-Album Hadrien Feraud. 2007 war er Mitglied von Chick Coreas 5Trio project. Danach tourte er in den Vereinigten Staaten und Kanada. Eine Tour durch Europa folgte 2008, mit „John McLaughlin and the 4th dimension“.
Mittlerweile gilt Hadrien Feraud mit seinem Talent am Bass weltweit als einer der bekanntesten Jazz-Bassisten.
Des Weiteren arrangierte und produzierte Hadrien Feraud das Album New Electric Band von Biréli Lagrène. Im September 2009 kündigten Hadrien Feraud und Ken Smith den „Hadrien Feraud Signature Burner“ an, der in Japan von Hajime Hirose und SleekElite unter der Federführung von Ken Smith gebaut werden sollte. Nach handgefertigten Modellen erschienen ab 2010 auch etwas vereinfachte Serien-Modelle.
Hadrien Feraud lebt und arbeitet in Los Angeles.

## Auszeichnungen
- Down Beat: Critics Poll „Rising Star Electric Bassist of the year“ 2008
- Down Beat: Critics Poll 2nd position in „Rising Star Electric Bass“ 2009
- Bass Player Magazine: „Readers Choice Award“ Most Exciting new Player 2009

## Diskografie (Auswahl)
- Industrial Zen / John McLaughlin  2006
- Hadrien Feraud / Hadrien Feraud  2007
- Brooklyn, Paris to Clearwater / Chick Corea  2007
- Official Pirate / John McLaughlin and the 4th Dimension  2007
- Floating Point / John McLaughlin  2008
- Bireli Electric Side / Bireli Lagrene  2008
- The Vigil / Chick Corea  2013
- Sonicwonderland (feat. Sonicwonder) / Hiromi 2023